# Severn (fleuve du Maryland)
Pour les articles homonymes, voir Rivière Severn.
Le Severn est un fleuve côtier du Maryland aux États-Unis. Il prend sa source dans le Comté d'Anne Arundel et se jette dans l'Océan Atlantique, 23 km plus loin, dans la baie de Chesapeake à Annapolis.
L'Académie navale d'Annapolis se situe à son embouchure. 